# Stewart Grand Prix
Stewart Grand Prix foi uma equipe de automobilismo fundada pelo piloto tricampeão de Fórmula 1 Jackie Stewart juntamente com seu filho Paul Stewart. A equipe competiu na Fórmula 1 por três temporadas: 1997, 1998 e 1999.

## História
Fundada em 1997 teve como seus primeiros pilotos o brasileiro Rubens Barrichello e o dinamarquês Jan Magnussen, utilizando motores Ford. O carro era bom em pistas de média e baixa, a ponto de várias vezes Rubens Barrichello largar entre os 6 primeiros. Dois 5ºs lugares nos GPs da Argentina e da Áustria, e um 3º lugar surpreendente no GP do Canadá, foram os pontos altos da equipe nos treinos, porém durante as provas o carro tinha inúmeros problemas de resistência. E a falta de confiabilidade do bom Zetec-R V-10, deixou quase sempre seus 2 pilotos no acostamento.
No mundial de equipes, a Stewart ficou em 10° lugar com 6 pontos, com um 2º lugar no GP de Mônaco, numa prova onde Rubens Barrichello deu um show à parte embaixo de muita chuva, com isso terminou em 13° com 6 pontos e Magnussen ficou em 19° sem ponto algum.
Já em 1998 a equipe conseguiu melhorar um pouco, sobre o ponto de vista de terminar as provas. Com Rubens Barrichello e Jan Magnussen, a equipe marcou 5 pontos e conquistou dois quintos lugares com Barrichello na Espanha e no Canadá, e Magnussen chegou em sexto no Canadá. A partir do GP da França, Magnussen foi substituído por Jos Verstappen.
No mundial de equipes, a Stewart ficou em 8º lugar no campeonato de pilotos com 5 pontos. Rubens Barrichello terminou em 12º com 4 pontos e Jan Magnussen ficou em 16° com 1 ponto.

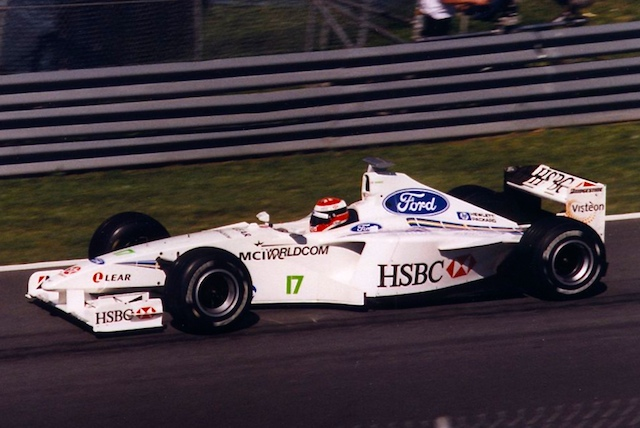
Johnny Herbert pilotando o Stewart SF-3 no Grande Prêmio do Canadá de 1999.

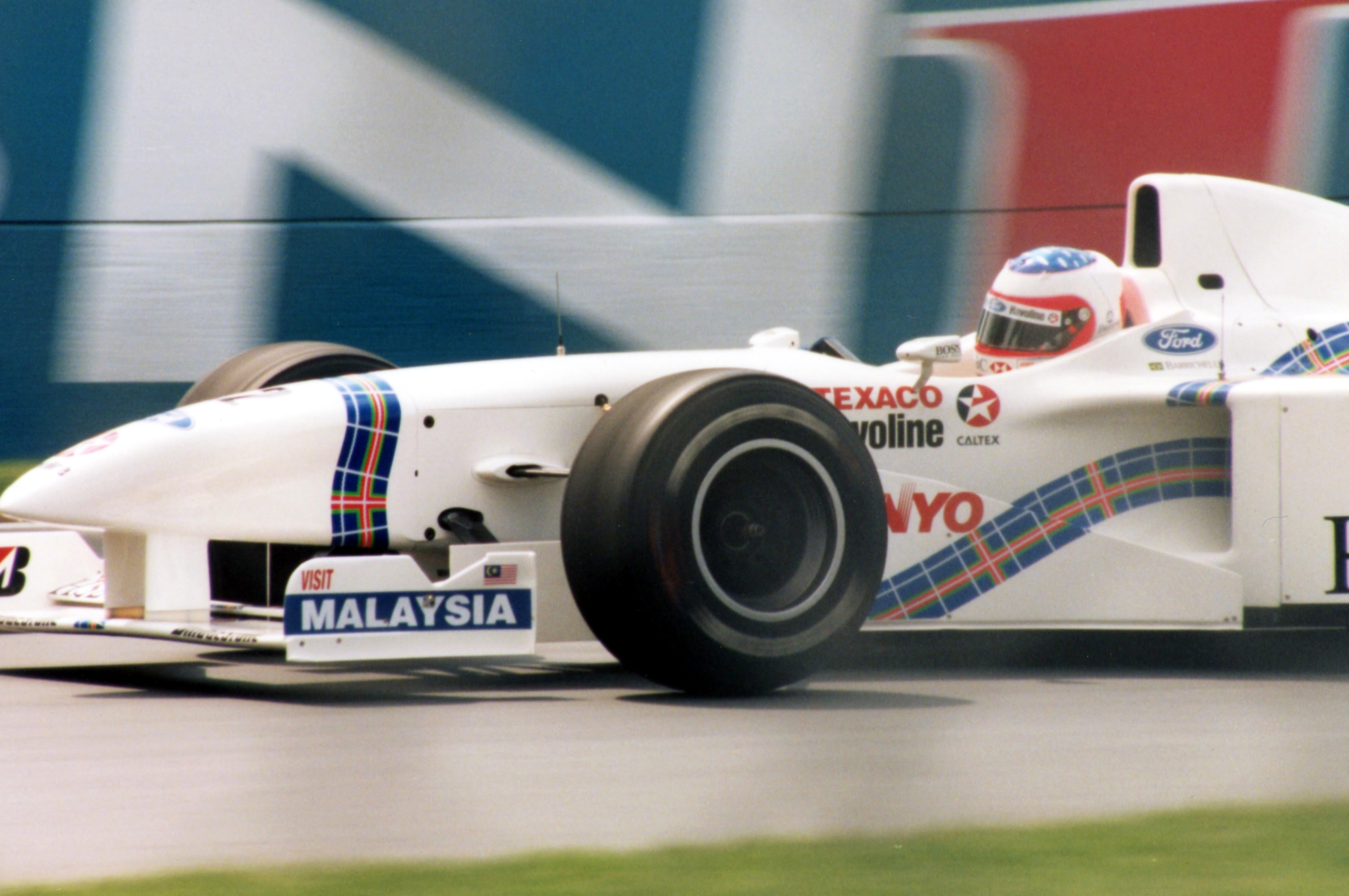
Rubens Barrichello pilotando o Stewart SF01 no Grande Prêmio do Canadá de 1997. A decoração tartan indica a origem escocesa da Stewart.

O ano de 1999 foi o último da Stewart na Fórmula 1, apesar dos anos anteriores as coisas mudaram em 1999, pois a equipe evoluiu muito em relação aos outros anos, e no final de 1999 a equipe foi vendida para Montadora Ford, que já mostrava interesse em ter uma equipe na Fórmula 1.
A Stewart continuou sua parceria com o piloto Rubens Barrichello, marcando 21 pontos e conquistando três vezes o 5° lugar: Austrália, Hungria e Malásia, um 4° lugar na Itália, chegou também três vezes em 3° lugar: San Marino, França e Europa. Rubens abandonou três provas, o que é pouco em vista das temporadas anteriores na equipe, e ele foi responsável pela única pole position da escuderia no GP da França. O outro piloto da equipe era o veterano inglês Johnny Herbert, que ficou com a 8° posição no mundial conquistando 15 pontos com um 5° lugar no Canadá, um 4° lugar na Malásia e uma vitória (única da equipe) no GP da Europa. Herbert abandonou 7 provas ao todo no mundial.
No mundial de construtores, a Stewart ficou em 4° lugar no campeonato de pilotos com 36 pontos, Rubens Barrichello terminou em 7° com 21 pontos e Johnny Herbert ficou em 8° lugar com 15 pontos.
Em 2000, a equipe, como já citado, pertencia a Ford, que a renomeou para Jaguar Racing. Jackie Stewart, o dono da equipe, continuou como chefe de equipe e Herbert como píloto e fez essa temporada a sua última na carreira, mas Barrichello foi para a Ferrari na vaga de Eddie Irvine. O norte-irlandês veio da Ferrari (temporada de 1999 que terminou como vice-campeão com 74 pontos), ficou com a vaga do piloto brasileiro. A Jaguar Racing foi vendida em 2004 para a Red Bull.

## Pilotos
| Ano  | Nome               | Carro | Pneus | Motor | Combustível | Pilotos                                         | Pilotos-reserva | Classificação      |
| ---- | ------------------ | ----- | ----- | ----- | ----------- | ----------------------------------------------- | --------------- | ------------------ |
| 1999 | Stewart Grand Prix | SF-3  | B     | Ford  | Texaco      | Rubens Barrichello Johnny Herbert               | Luciano Burti   | 4º lugar 36 pontos |
| 1998 | Stewart Grand Prix | SF02  | B     | Ford  | Texaco      | Rubens Barrichello Jan Magnussen Jos Verstappen |                 | 8º lugar 5 pontos  |
| 1997 | Stewart Grand Prix | SF01  | B     | Ford  | Havoline    | Rubens Barrichello Jan Magnussen                |                 | 9º lugar 6 pontos  |

## Resultados Completos da Stewart
(legenda) (em negrito indica pole position)
|      |      |                     |   |    |                    |     |     |     |     |     |     |     |     |     |     |     |     |     |     |     |     |     |    |    |  |  |
|      |      |                     |   |    |                    | AUS | BRA | SMR | MON | ESP | CAN | FRA | GBR | AUT | GER | HUN | BEL | ITA | EUR | MAL | JPN |     |    |    |  |  |
| 1999 | SF-3 | Ford CR-1 V10       | B | 16 | Rubens Barrichello | 5   | Ret | 3   | Ret | DSQ | Ret | 3   | 8   | Ret | Ret | 5   | 10  | 4   | 3   | 5   | Ret |     | 36 | 4º |  |  |
| 1999 | SF-3 | Ford CR-1 V10       | B | 17 | Johnny Herbert     | DNS | Ret | 10  | Ret | Ret | 5   | Ret | 12  | 14  | 11  | 11  | Ret | Ret | 1   | 4   | 7   |     | 36 | 4º |  |  |
|      |      |                     |   |    |                    |     |     |     |     |     |     |     |     |     |     |     |     |     |     |     |     |     |    |    |  |  |
|      |      |                     |   |    |                    | AUS | BRA | ARG | SMR | ESP | MON | CAN | FRA | GBR | AUT | GER | HUN | BEL | ITA | LUX | JPN |     |    |    |  |  |
| 1998 | SF02 | Ford VJ Zetec-R V10 | B | 18 | Rubens Barrichello | Ret | Ret | 10  | Ret | 5   | Ret | 5   | 10  | Ret | Ret | Ret | Ret | Ret | 10  | 11  | Ret |     | 5  | 8º |  |  |
| 1998 | SF02 | Ford VJ Zetec-R V10 | B | 19 | Jan Magnussen      | Ret | 10  | Ret | Ret | 12  | Ret | 6   |     |     |     |     |     |     |     |     |     |     | 5  | 8º |  |  |
| 1998 | SF02 | Ford VJ Zetec-R V10 | B | 19 | Jos Verstappen     |     |     |     |     |     |     |     | 12  | Ret | Ret | Ret | 13  | Ret | Ret | 13  | Ret |     | 5  | 8º |  |  |
|      |      |                     |   |    |                    |     |     |     |     |     |     |     |     |     |     |     |     |     |     |     |     |     |    |    |  |  |
|      |      |                     |   |    |                    | AUS | BRA | ARG | SMR | MON | ESP | CAN | FRA | GBR | GER | HUN | BEL | ITA | AUT | LUX | JPN | EUR |    |    |  |  |
| 1997 | SF01 | Ford JD Zetec-R V10 | B | 22 | Rubens Barrichello | Ret | Ret | Ret | Ret | 2   | Ret | Ret | Ret | Ret | Ret | Ret | Ret | 13  | 14  | Ret | Ret | Ret | 6  | 9º |  |  |
| 1997 | SF01 | Ford JD Zetec-R V10 | B | 23 | Jan Magnussen      | Ret | DNS | 10  | Ret | 7   | 13  | Ret | Ret | Ret | Ret | Ret | 12  | Ret | Ret | Ret | Ret | 9   | 6  | 9º |  |  |